# Eriocaulon kinabaluense
Eriocaulon kinabaluense är en gräsväxtart som beskrevs av Pieter van Royen. Eriocaulon kinabaluense ingår i släktet Eriocaulon och familjen Eriocaulaceae. Inga underarter finns listade i Catalogue of Life.